# عنصل موري
العنصل الموري (باللاتينية: Drimia maura) نوع نباتي ينتمي إلى جنس العنصل من الفصيلة الهليونية. كان يعرف سابقًا باسم (باللاتينية: Urginea maura).

## الموئل والانتشار
موطنه المغرب العربي.

## مرادفات
- (باللاتينية: Urginea maura Maire)
- (باللاتينية: Charybdis maura (Maire) Speta)
- (باللاتينية: Drimia maritima subsp. maura (Maire) Förther & Podlech)
- (باللاتينية: Urginea maritima subsp. maura (Maire) Maire)
- (باللاتينية: Urginea maritima var. maura (Maire) Maire)
- (باللاتينية: Urginea maritima var. angustifolia Maire)
- (باللاتينية:                             							 								                             	Urginea maritima f. angustifolia (Maire) Maire)